# بالگردگاه هسل تراکتور
بالگردگاه هسل تراکتور (به انگلیسی: Hessel Tractor Heliport) یک فرودگاه خصوصی است . این فرودگاه در شهر پورتلند، اورگن کشور ایالات متحده آمریکا قرار دارد و در ارتفاع ۸۶ متری از سطح دریا واقع شده‌است.